# L'Homme orchestre (film, 1900)
Pour les articles homonymes, voir L'Homme orchestre.
Pour plus de détails, voir Fiche technique et Distribution.
L'Homme orchestre est un film français réalisé par Georges Méliès, sorti en 1900.

## Argument
En s'asseyant à la suite sur des chaises, un homme habile se multiplie pour former un orchestre, qui joue. Ensuite, il réintègre chacun de ses doubles, fait disparaître les chaises puis disparaît lui-même.

## Fiche technique
- Titre : L'Homme orchestre
- Réalisation : Georges Méliès
- Société de production : Star Film
- Pays d'origine :  France
- Durée : 65 secondes
- Date de sortie : 
  -  France : 1900

## Interprétation
- Georges Méliès : Tous les membres de l'orchestre